# Vlattener Bach
Der Vlattener Bach ist ein rechter, 22 km langer Nebenfluss des Rotbachs (Zufluss der Erft), am Nordrand der Eifel. Seinen Namen hat er von dem Ort Vlatten, den er durchfließt.

## Verlauf
Die Quelle des Vlattener Baches ist am Osthang des Kermeters, ostsüdöstlich der Ortschaft Wolfgarten. Er fließt durch Hergarten, Vlatten (beide Stadt Heimbach) und Wollersheim (Stadt Nideggen), nördlich an Eppenich und Bürvenich vorbei, weiter durch Merzenich und Floren und mündet dann in Lövenich (alle Orte Stadt Zülpich) in den Rotbach.

## Sehenswürdigkeiten
- St.-Dionysius-Kirche in Vlatten
- Oberburg von Vlatten